# Elecciones federales de Canadá de 2000
Las elecciones federales de Canadá de 2000  (formalmente, la 37ª Elección General de Canadá) se celebraron el lunes 27 de noviembre de 2000 para elegir a los Miembros del Parlamento de la Cámara de los Comunes de Canadá.
El Partido Liberal fue el triunfador de las elecciones, el partido revalidó la mayoría absoluta en la Cámara conseguida desde 1993, por lo que Jean Chrétien continuó ejerciendo el cargo de Primer Ministro. Las elecciones se celebraron de manera adelantada tres años y medio antes del periodo establecido para aprovechar el momento de popularidad que vivían los liberales ante la reciente creación de un nuevo partido conservador.
En segundo lugar con 66 escaños se colocó la Alianza Canadiense, que tomó el relevo del Partido Reformista de Canadá en marzo de 2000 luego de unirse con algunos partidos conservadores de corte provincial y local. La formación consiguió la victoria en las provincias de Alberta, la Columbia Británica y Saskatchewan. 
El Bloc Québécois consiguió 38 escaños, perdiendo seis respecto a las elecciones del 2000. El Nuevo Partido Democrático perdió representantes al pasar de los 21 a los 13 diputados. El Partido Conservador Progresista se colocó en quinta posición consiguiendo 12 diputados.

## Resultados electorales
| Partido                                                                                 | Partido                                | Líder del partido     | Votos      | Votos  | Votos  | Escaños | Escaños | Escaños |
| Partido                                                                                 | Partido                                | Líder del partido     |            | %      | +/− %  |         | %       | +/−     |
| --------------------------------------------------------------------------------------- | -------------------------------------- | --------------------- | ---------- | ------ | ------ | ------- | ------- | ------- |
|                                                                                         | Partido Liberal                        | Jean Chrétien         | 5,252,031  | 40.85% | +2.39% | 172     | 57.1%   | +17     |
|                                                                                         | Alianza Canadiense                     | Stockwell Day         | 3,276,929  | 25.49% | +6.13% | 66      | 21.9%   | +6      |
|                                                                                         | Bloc Québécois                         | Gilles Duceppe        | 1,377,727  | 10.72% | +0.04% | 38      | 12.6%   | -6      |
|                                                                                         | Nuevo Partido Democrático              | Alexa McDonough       | 1,093,868  | 8.51%  | -2.54% | 13      | 4.3%    | -8      |
|                                                                                         | Partido Conservador Progresista        | Joe Clark             | 1,566,998  | 12.19% | -6.65% | 12      | 3.9%    | -8      |
|                                                                                         | Partido Verde                          | Joan Russow           | 104,402    | 0.81%  | -      | -       | -       | -       |
|                                                                                         | Partido Marihuana                      | Marc-Boris St-Maurice | 66,258     | 0.52%  | -      | -       | -       | -       |
|                                                                                         | Sin afiliación                         | -                     | 37,591     | 0.29%  | +0.28% | -       | -       | -       |
|                                                                                         | Partido Acción Canadiense              | Paul Hellyer          | 27,103     | 0.21%  | +0.08% | -       | -       | -       |
|                                                                                         | Candidatos independientes              | -                     | 17,445     | 0.14%  | -0.32% | 0       | -       | -1      |
|                                                                                         | Partido Ley Natural                    | Neil Paterson         | 16,577     | 0.13%  | -0.16% | -       | -       | -       |
|                                                                                         | Partido Comunista (Marxista-Leninista) | Sandra L. Smith       | 12,068     | 0.09%  | -      | -       | -       | -       |
|                                                                                         | Partido Comunista                      | Miguel Figueroa       | 8,776      | 0.09%  | -      | -       | -       | -       |
| Votantes                                                                                | Votantes                               | Votantes              | 12,857,773 | 100    |        | 301     | 100.00% |         |
| Participación                                                                           | Participación                          | Participación         | 64.1%      |        |        |         |         |         |
| Fuente: Results Elections Canada Distribution of seats by political affiliation and sex |                                        |                       |            |        |        |         |         |         |